# 異體字字典
《異體字字典》是中華民國教育部整理漢字字型的大型資料庫，於2000年6月開始試用，最新版本為2024年3月發行的正式七版。本資料庫（字典）整理從古至今的「字書文獻」字形，以正字（標準字體）繫聯其他音義相同的異體寫法，總計收錄 106,303 字，其中：
- 正字 29,920 字
  - 常用字 4,808 字 (正字表)
  - 次常用字 6,329 字 (正字表)
  - 罕用字 18,318 字 (正字表)
  - 新正字 465 字 (正字表)
- 異體字 74,381 字
- 待考附錄字 2,002 字

《異體字字典》收字遠多於《漢語大字典》（60,370字）、《中華字海》（85,568字），略多於《汉字海》（102,447字），是目前收字最多之中文字典。
《異體字表》是中華民國教育部針對異體字編製的字表，位列《常用國字標準字體表》、《次常用國字標準字體表》和《罕用字體表》之後，簡稱「丁表」。於1984年公布初版，最新版本為2017年修訂版，依據《異體字字典》正式六版之附錄，收錄 70,955 字。字典資料庫所收錄的異體字則為 74,381 字。

## 外部連結
- 異體字表 （页面存档备份，存于）
- 異體字字典（正式七版） （页面存档备份，存于）
- 國際電腦漢字及異體字知識庫 （页面存档备份，存于）
- 小學堂文字學資料庫 （页面存档备份，存于）（收錄字形涵蓋甲骨文、金文、戰國文字、小篆及楷書，總計超過22萬字）